# Luzius Rüedi
Luzius Rüedi ( Thusis, Graubünden kanton, 1900. június 12. – Zürich, 1993. július 19.) olimpiai és világbajnoki bronzérmes, Európa-bajnoki ezüstérmes, Spengler-kupa győztes, nemzeti bajnok svájci jégkorongozó, orvosprofesszor.
Az 1928. évi téli olimpiai játékokon a svájci válogatottal vett részt a jégkorongtornán. Az első mérkőzésen Ausztria ellen 4–4-et játszottak, majd a németeket verték 1–0-ra. Így a csoportban az első helyen bejutottak a négyes döntőbe, ahol először elverték a briteket 4–0-ra, majd kikaptak a svédektől 4–0 és a kanadaiaktól 13–0-ra. Ezek után a bronzérmesek lettek. Ez az olimpia egyben Európa- és világbajnokság is volt, így Európa-bajnoki ezüstérmesek és világbajnoki bronzérmesek is lettek.
Klubcsapata a svájci HC Davos volt 1922 és 1930 között. 1926-ban, 1927-ben, 1929-ben és 1930-ban svájci bajnok volt. 1927-ben megnyerték a Spengler-kupát. 1930-ban egy évre az Akademischer EHC Zürich-hez került majd utána 1933-ig a Grasshopper Club Zürichben játszott és innen vonult vissza.
Az 1930-as jégkorong-világbajnokságon bronzérmes lett. Ez Európa-bajnokságnak is számított és a németek mögött ezüstérmesek lettek.
Visszavonulása után elvégezte a zürichi orvosi egyetemet és fül-orr-gégészként praktizált, valamint professzori posztot is betöltött.